# Les Tierces alternées
Pour un article plus général, voir Préludes de Debussy.
Les Tierces alternées est le onzième prélude du deuxième livre des Préludes pour piano de Claude Debussy. 

## Présentation
Les Tierces alternées est composé entre 1911 et 1912, et créé à Londres le 12 juin 1913 au Aeolian Hall par le pianiste Walter Rummel.
La partition est publiée par Durand en 1913.

## Analyse et commentaires
Les Tierces alternées, d'une durée moyenne d'exécution de deux minutes trente environ, est en ut majeur, « modérément animé » puis « Un peu plus animé, légèrement détaché sans sécheresse », à 
.
C'est un prélude construit autour de l'intervalle de tierce, qui adopte la même tonalité, comme le souligne Éric Lebrun, que la Toccata de Schumann ou Mouvement des Images, et « semble anticiper le travail à venir des Études. Est-ce volontairement que Debussy conclut la pièce par la tierce do-mi, dans la même tessiture que Voiles, les deux pièces se situant en deuxième et avant-dernière position de chacun des recueils, comme un jeu de miroirs ».
Harry Halbreich considère la partition plus comme une étude que comme un prélude. Après « quelques accords introductifs (Modérément animé) le morceau se déroule comme un mouvement perpétuel en doubles croches régulières [...], aux inflexions parfois vaguement espagnoles, interrompu seulement en son milieu par un bref développement des mesures initiales ». Dans les autres sections, l'ambitus est restreint à une octave et le jeu alterné des touches noires et des touches blanches provoque de fréquents effets bitonaux. Pour Vladimir Jankélévitch, c'est « une sorte de jeu égal des deux mains jonglant sur le clavier avec les tierces ».
La pièce est une toccata pour Guy Sacre, et un « petit miracle ; rien n'est plus plus poétique, plus imaginatif, que ces pages si concertées ».
Alfred Cortot relève que « l'argument technique, renouvelé des clavecinistes, qui donne naissance à cette fantaisie, a été utilisé par Debussy avec une ingéniosité charmante. Il lui est un prétexte non seulement au divertissement des sonorités, mais encore à la grâce féline du geste qui les fait naître. Il jongle avec cet intervalle long de la tierce, comme un chat avec une pelote, le fait rebondir, l'envoie dans un coin, puis, après un moment d'indifférence apparente, d'un brusque coup de patte, le ramène dans le jeu ».
Dans le catalogue des œuvres du compositeur établi par le musicologue François Lesure, Canope porte le numéro L 131 (123) no 11.

## Discographie sélective
- Debussy : Piano works Vol. 4, François-Joël Thiollier (piano), Naxos 8.553293, 1998[10].
- Debussy: Préludes, Steven Osborne (piano), Hyperion Records CDA 67530, 2006[11].
- Debussy : Complete Works for Piano, Volume 1, Jean-Efflam Bavouzet (piano), Chandos Records CHAN 10421, 2007[12].
- Debussy : The Solo Piano Works, Noriko Ogawa (piano), BIS Records CD 1955/56, 2012[13].
- Claude Debussy : The complete works, CD 4, Yuri Egorov (piano), Warner Classics, 2018[14].